# Kunitachi (Tokio)
Kunitachi (国立市 Kunitachi-shi?) es una ciudad ubicada en el centro de Tokio Occidental, la parte occidental de la Metrópolis de Tokio, Japón. 
Según datos del 2010, la ciudad tiene una población estimada de 73.865 habitantes y una densidad de 9.060 personas por km². El área total es de 8,15 km².
La ciudad fue fundada el 1 de enero de 1967, luego de que fuese creada como villa con el nombre de Yaho en 1889 y promovida a pueblo en 1951, tomando el nombre de Kunitachi. Es una de las ciudades que conforma la zona de Tokio Occidental.
Es la segunda ciudad más pequeña de Tokio, después de Komae. Su relieve está dominado por la terraza de Musashino. El río Tama recorre el suroeste. 
Su nombre proviene de la fusión de los primeros caracteres de las localidades de Kokubunji (国, que se lee también como kuni) y Tachikawa (立), que se encuentran a una distancia equidistante de Kunitachi.

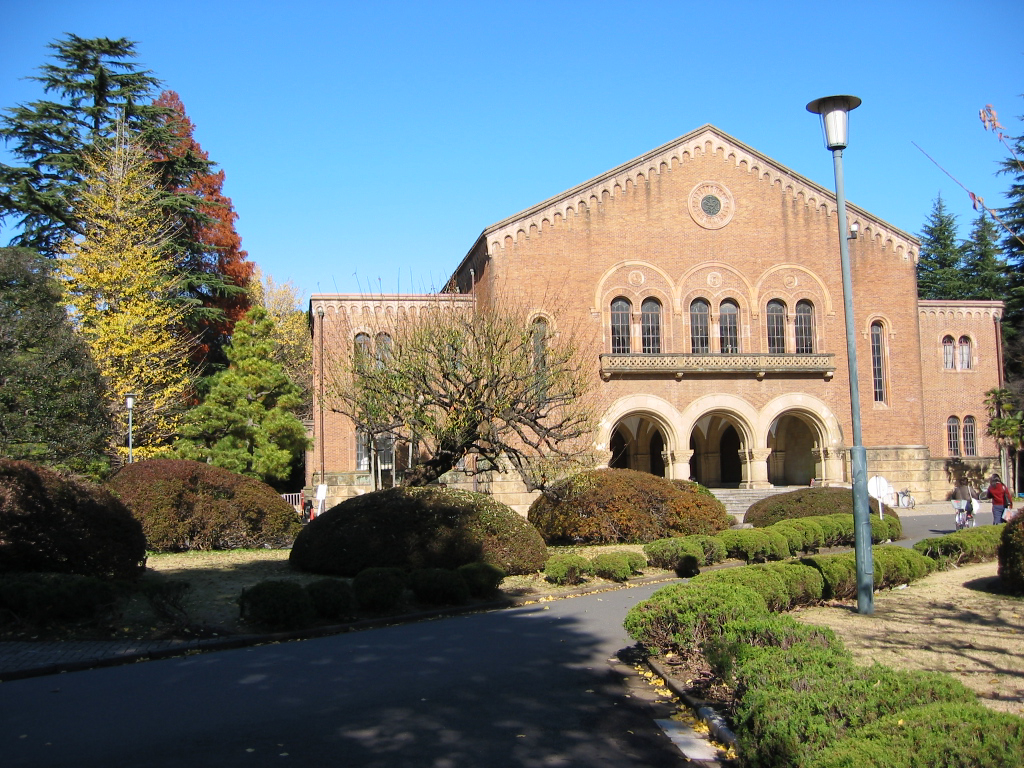
Universidad Hitotsubashi

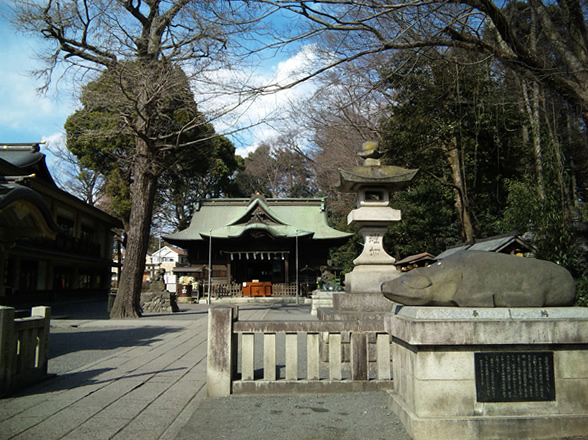
Yaho Tenman-gū

## Sitios de interés
- Yaho Tenman-gū, santuario sintoísta más antiguo del este de Japón (fundado en 903)